# Elasmodactylus tetensis
El gecko de dedos gruesos Tete o gecko de dedos gruesos de Zambeze (Elasmodactylus tetensis) es una especie de gecko endémica del África Oriental.

## Descripción
E. tetensis, a diferencia de otras especies del género Elasmodactylus, es muy grande y los machos tienen de 8 a 14 poros preanales.

## Distribución geográfica y hábitat
E. tetensis se encuentra en los Mopane en la sabana cerca al  valle del río Zambeze desde el lago Kariba a Tete. Hay una población disyunta en el sur de Tanzania.

## Comportamiento
E. tetensis es una especie muy gregaria y, a menudo, se posa junto a muchos otros individuos durante el día en grietas de rocas o troncos de árboles huecos como los baobabs huecos.
Son insectívoros nocturnos, pero pueden forrajear a poca distancia de su lugar de descanso durante el día. Una vez que oscurece, amplían el territorio que patrullan en busca de artrópodos.

## Reproducción
Las hembras sexualmente maduras ponen dos huevos a la vez, pero pueden producir varias nidadas por temporada dependiendo del suministro de alimentos.

## Subespecies
Hay una población aislada en el sur de Tanzania en un hábitat similar que muy probablemente es una subespecie u otra especie que forma un complejo con tetensis.